# Mulsum
Il mulsum è una bevanda, ottenuta miscelando vino e miele, tipica dell'antica Roma.

## Storia

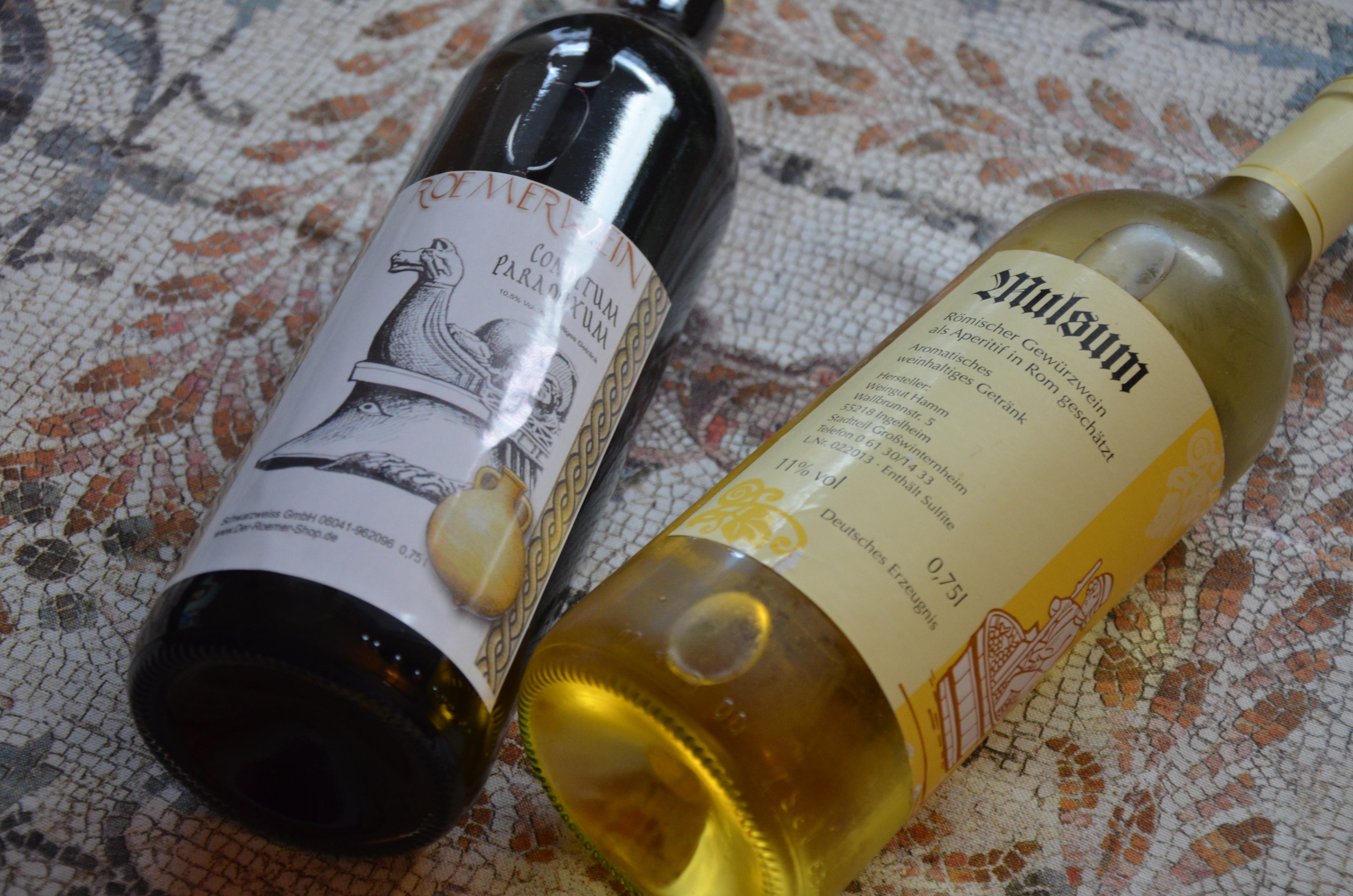
A destra, una bottiglia di mulsum distillato in epoca contemporanea

Era in genere la bevanda offerta all'inizio della cena romana in concomitanza con la "gustus", quella che definiremmo la portata degli antipasti.
Anche per il mulsum esistevano diverse modalità di produzione e categorie qualitative del prodotto.
Il miglior mulsum era ottenuto dal mosto derivante dal non completo schiacciamento di uve provenienti da viti coltivate presso alberi e vendemmiate in giornate secche.
A cinque parti di mosto si aggiungeva una parte di miele; dopo accurata agitazione la miscela veniva posta in un vaso che, chiuso, si lasciava a riposo per almeno un mese per essere filtrato e posto di nuovo a riposare.
Oltre che come bevanda, il mulsum era utilizzato come "medicina", ad esempio consumato caldo contro i dolori di stomaco, come stomachico, come corroborante.